# Lophornis brachylophus
Lophornis brachylophus е вид птица от семейство Колиброви (Trochilidae). Видът е критично застрашен от изчезване.

## Разпространение
Видът е разпространен в Мексико.